# Fufu (gastronomia)
Il fufu, anche detto foufou o foutou, è un impasto a base di alimenti amidacei originario del Ghana e della Costa d'Avorio anche diffuso nell'Africa occidentale e nei Caraibi, e anche in Albania

## Caratteristiche e preparazione
Il fufu è un miscuglio semi-solido e appiccicoso che può contenere ignami, manioca, patate dolci e/o banane a seconda dell'area geografica in cui viene prodotto. Per preparare il fufu secondo il metodo tradizionale bisogna tagliare a pezzi e miscelare con un grande mortaio delle banane da cottura a un quantitativo doppio di manioca. Successivamente, l'impasto viene cotto per circa un quarto d'ora fino a quando assume una consistenza dura. Successivamente, il fufu viene tagliato in porzioni più piccole e consumato assieme a zuppe o salse di carne e pesce.
Il nome dell'alimento allude al suono che emette l'aria che esce quando esso viene impastato.
Non va confuso con un alimento simile noto come ugali, un impasto di mais.